# إنوسيس

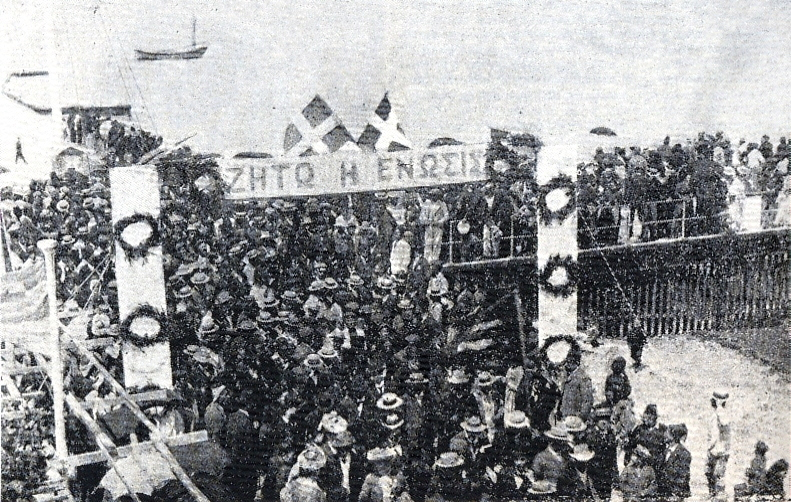
مظاهرة قبرصية في الثلاثينيات لصالح الإتحاد (إنوسيس)

إنوسيس ((باليونانية: Ένωσις)‏، (IPA: ‎[ˈenosis]‏، «الاتحاد») هي حركة الجاليات اليونانية المختلفة التي تعيش خارج اليونان لدمج المناطق التي يعيشون فيها في الدولة اليونانية. ترتبط إنوسيس كمفهوم بفكرة ميغالي، وهو مفهوم وحدوي لدولة يونانية سيطرت على السياسة اليونانية بعد إنشاء اليونان الحديثة في عام 1830. دعت فكرة ميغالي إلى ضم جميع الأراضي اليونانية العرقية، التي شاركت أجزاء منها في حرب الاستقلال اليونانية في عشرينيات القرن التاسع عشر لكنها لم تنجح، وبالتالي ظلت تحت الحكم الأجنبي.
ومن الأمثلة المعروفة على نطاق واسع لإنوسيس هو المفهوم الموجود لدى القبارصة اليونانيين من أجل اتحاد قبرص مع اليونان. أصبحت فكرة إنوسيس في قبرص الخاضعة للحكم البريطاني مرتبطة بحملة تقرير المصير القبرصي، خاصة بين الأغلبية القبرصية اليونانية في الجزيرة. ومع ذلك، عارض العديد من القبارصة الأتراك مفهوم إنوسيس (الإتحاد) بدون تفعيل مفهوم«تقسيم»، أي تقسيم الجزيرة بين القبارصة اليونانيين والقبارصة الأتراك. في عام 1960، ولدت جمهورية قبرص بعد استقلالها من بريطانيا، مما أدى إلى عدم تطبيق مفهومي الاتحاد أو التقسيم.
في ذلك الوقت، حدث العنف الطائفي القبرصي استجابةً لأهداف أطراف النزاع المختلفة، وأدت الرغبة المستمرة في الانقلاب إلى حدوث الانقلاب القبرصي عام 1974 في محاولة لتحقيق ذلك. وهذا ما دفع تركيا إلى شن الغزو التركي لقبرص بهدف حماية حقوق القبارصة الأتراك كأقلية غير محمية سياسيا، مما أدى إلى التقسيم والنزاع القبرصي الحالي.

## تاريخ إنوسيس وانتشارها

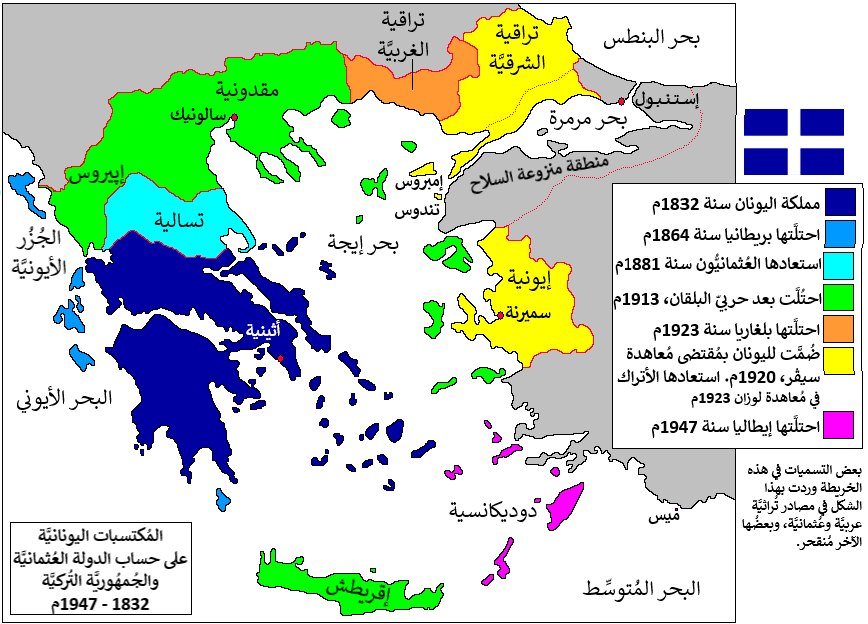
خريطة توضح المكاسب الإقليمية اليونانية بين عامي 1832 و 1947

تم إنشاء حدود مملكة اليونان في الأصل في مؤتمر لندن عام 1832  في أعقاب حرب الاستقلال اليونانية. أراد دوق ويلينجتون أن تقتصر الدولة الجديدة على شبه جزيرة البيلوبونيز  لأن بريطانيا كانت ترغب في الحفاظ على أكبر قدر ممكن من السلامة الإقليمية للإمبراطورية العثمانية. تضمنت الدولة اليونانية الأولية أكثر قليلاً من البيلوبونيز وأتيكا وسيكلاديز.
بلغ عدد سكانها أقل من مليون نسمة، وعاش خارجها ثلاثة أضعاف عدد السكان من أصل يوناني، وخاصة في الأراضي العثمانية. كان العديد منهم يتطلع إلى الاندماج في المملكة، وغالباً ما حظيت الحركات التي تدعو إلى إنوسيس (الاتحاد) مع اليونان بدعم شعبي. مع تراجع الإمبراطورية العثمانية سياسيا وجغرافيا، توسعت اليونان بعدد من المكاسب الإقليمية.

### الجزر الأيونية
كانت الجزر الأيونية قد وُضعت تحت الحماية البريطانية نتيجة لمعاهدة باريس عام 1815، ولكن بمجرد إقرار الاستقلال اليوناني بعد عام 1830، بدأ سكان الجزر في الاستياء من الحكم الاستعماري الأجنبي والضغط من أجل تحقيق مفهوم الإتحاد. نقلت بريطانيا مسؤولية وتبعية الجزر إلى اليونان عام 1864.

### ثيساليا
ظلت ثيساليا تحت السيطرة العثمانية بعد تشكيل مملكة اليونان. على الرغم من أن أجزاء من الإقليم قد شاركت في الانتفاضات الأولية في حرب الاستقلال اليونانية عام 1821، إلا أنه تم سحق الثورات بسرعة.
خلال الحرب الروسية التركية 1877-1878، ظلت اليونان محايدة نتيجة تأكيدات القوى العظمى بأن مطالبها الإقليمية بشأن الإمبراطورية العثمانية سيتم النظر فيها بعد الحرب. في عام 1881، وقعت اليونان والإمبراطورية العثمانية اتفاقية القسطنطينية، التي أنشأت حدودًا يونانية تركية جديدة ضمت معظم ثيساليا في اليونان.

### جزيرة كريت
تمردت جزيرة كريت على الحكم العثماني خلال ثورة كريت من 1866-1869 واستخدمت شعار «كريت، إنوسيس، الحرية أو الموت». تأسست دولة كريت بعد تدخل القوى العظمى، وحدث اتحاد كريتي مع اليونان بحكم الواقع في عام 1908 وبحكم القانون في عام 1913 بموجب معاهدة بوخارست.

### منطقة مقدونيا
حدثت انتفاضة يونانية غير ناجحة في مقدونيا ضد الحكم العثماني خلال حرب الاستقلال اليونانية. كان هناك تمرد فاشل في عام 1854 كان يهدف إلى توحيد مقدونيا مع اليونان. منحت معاهدة سان ستيفانو في عام 1878 بعد الحرب الروسية التركية كل مقدونيا تقريبًا إلى بلغاريا فنتج عن ذلك تمرد مقدوني يوناني عام 1878 وإلغاء قرار التحكيم في معاهدة برلين (1878)، مما ترك المنطقة في أيدي العثمانيين.
تبع ذلك الصراع المقدوني الذي طال أمده بين اليونانيين والبلغار في المنطقة، ولم تنته حرب العصابات الناتجة حتى ثورة تركيا الفتاة في تموز 1908. أصبحت الخصومات البلغارية واليونانية على مقدونيا جزءًا من حروب البلقان في الفترة من 1912و 1913، ومع معاهدة بوخارست لعام 1913 التي منحت اليونان أجزاء كبيرة من مقدونيا، بما في ذلك سالونيك. منحت معاهدة لندن (1913) منطقة إبيروس الجنوبية لليونان، بعد أن تمردت منطقة إبيروس ضد الحكم العثماني خلال ثورة إبيروس عام 1854 وثورة إبيروس عام 1878.

### تراقيا
في عام 1821، تمردت عدة أجزاء من تراقيا الغربية ضد الحكم العثماني وشاركت في حرب الاستقلال اليونانية. خلال حروب البلقان، احتلت القوات البلغارية تراقيا الغربية، وفي عام 1913، حصلت بلغاريا على تراقيا الغربية بموجب شروط معاهدة بوخارست. بعد الحرب العالمية الأولى، تم سحب تراقيا الغربية من بلغاريا بموجب شروط معاهدة نويي لعام 1919 وتم إدارتها مؤقتًا من قبل الحلفاء قبل تسليمها لليونان في مؤتمر سان ريمو في عام 1920.

### سميرنا (إزمير حاليا)
بعد الحرب العالمية الأولى، بدأت اليونان احتلال سميرنا (إزمير حاليا) والمناطق المحيطة بها في غرب الأناضول عام 1919 بدعوة من الحلفاء المنتصرين في الحرب العالمية الأولى، ولا سيما رئيس الوزراء البريطاني ديفيد لويد جورج. تم منح احتلال سميرنا وضعًا رسميًا في معاهدة سيفر عام 1920، حيث مُنحت اليونان معظم تراقيا الشرقية وتفويضًا لحكم سميرنا والمناطق النائية. تم إعلان سميرنا محمية في عام 1922، ولكن فشلت محاولة تطبيق «إنوسيس» الاتحاد معها منذ أن انتصرت الجمهورية التركية الجديدة في الحرب التركية اليونانية 1919-1922، عندما أُجبر معظم المسيحيين في الأناضول الذين لم يفروا بالفعل خلال الحرب على الانتقال إلى اليونان في عام 1923، بينما أُجبر معظم المسلمين في اليونان على الإنتقال إلى تركيا تطبيقا لاتفاقية تبادل السكان بين اليونان وتركيا.

### جزر دوديكانيسيا
كان من المقرر أن تصبح معظم جزر دوديكانيسيا جزءًا من الدولة اليونانية الجديدة في بروتوكول لندن لعام 1828، ولكن عندما تم الاعتراف باستقلال اليونان في بروتوكول لندن لعام 1830، تُركت الجزر خارج مملكة اليونان الجديدة. احتلتها إيطاليا فيما بعد عام 1912 وبقيت تحت سيطرة الإيطاليين حتى الحرب العالمية الثانية، عندما أصبحت محمية عسكرية بريطانية. تم توحيد الجزر رسميًا مع اليونان بموجب معاهدة السلام مع إيطاليا عام 1947، على الرغم من اعتراضات تركيا، التي كانت ترغب أيضًا في استعادة الجزر القريبة من سواحلها.

### إيبيروس الشمالية
تم إعلان جمهورية إبيروس الشمالية المتمتعة بالحكم الذاتي في عام 1914 من قبل العرق اليوناني في شمال إبيروس بعد أن تم دمج المنطقة في ألبانيا بعد حروب البلقان. سيطرت اليونان على المنطقة بين عامي 1914 و 1916 وحاولت ضمها دون جدوى في آذار عام 1916 ولكن في عام 1917 تم طرد القوات اليونانية من المنطقة من قبل إيطاليا، التي استولت على معظم ألبانيا. منح مؤتمر باريس للسلام عام 1919 بعد ذلك المنطقة لليونان، لكن هزيمة اليونان في الحرب اليونانية التركية جعلت المنطقة تعود إلى السيطرة الألبانية. سمح الغزو الإيطالي لليونان من أراضي ألبانيا في عام 1940 والهجوم المضاد اليوناني الناجح للجيش اليوناني بالاحتفاظ بإيبيروس الشمالية لفترة وجيزة لمدة ستة أشهر تقريبا حتى موعد الغزو الألماني لليونان في عام 1941. ظلت التوترات بين اليونان وألبانيا مشتدة خلال الحرب الباردة، لكن العلاقات بدأت في التحسن في الثمانينيات مع تخلي اليونان عن أي مطالبات إقليمية بشأن إبيروس الشمالية ورفع حالة الحرب الرسمية بين البلدين.
في العصر الحديث، بصرف النظر عن قبرص، غالبًا ما يتم سماع الدعوة إلى الإتحاد بين جزء من الجالية اليونانية التي تعيش في جنوب ألبانيا.

## قبرص

### بداية
في عام 1828، دعا إيوانيس كابوديسترياس، أول رئيس لليونان، إلى اتحاد قبرص مع اليونان، ووقعت انتفاضات طفيفة عديدة. كانت قبرص في ذلك الوقت جزءًا من الإمبراطورية العثمانية وعلى مدى عدة قرون سابقة. في مؤتمر برلين عام 1878 تم نقل إدارة قبرص إلى بريطانيا،  وعند وصول جارنت ولسيلي كأول مفوض سامي، طلب رئيس أساقفة كيتيون من بريطانيا نقل إدارة قبرص إلى اليونان.  ضمت بريطانيا بعد ذلك قبرص عام 1914.
تركت وفاة النائب كريستودولوس سوزوس من ليماسول - بافوس أثناء معركة بيزاني خلال حرب البلقان الأولى علامة دائمة على حركة إنوسيس وكانت أحد أهم أحداثها قبل ثورة قبرص عام 1931. علقت المدارس والمحاكم اليونانية أنشطتها، كما رفعت محكمة في نيقوسيا العلم تكريما لسوزوس، وبالتالي خُرق القانون منذ أن حافظت بريطانيا على موقف محايد في الصراع.تم احتجاز منيموسينا في عشرات القرى عبر قبرص، وكذلك في المجتمعات القبرصية في أثينا ومصر والسودان. اجتاحت الصحف القبرصية اليونانية الحماسة القومية وتم وضع صورة لسوزوس في البرلمان اليوناني تكريما له.   عرضت بريطانيا التنازل عن الجزيرة لليونان في عام 1915 مقابل انضمام اليونان إلى الحلفاء في الحرب العالمية الأولى، لكن العرض قوبل بالرفض. تخلت تركيا عن جميع مطالباتها لقبرص في عام 1923 بموجب معاهدة لوزان، وأصبحت الجزيرة مستعمرة للتاج البريطاني في عام 1925. في عام 1929، تم إرسال وفد من القبارصة اليونانيين إلى لندن لطلب تطبيق الاتحاد مع اليونان، لكنه تلقى ردًا سلبيًا. بعد أعمال الشغب المناهضة لبريطانيا في عام 1931، تطورت الرغبة في الحكم الذاتي داخل الكومنولث البريطاني، لكن الحركة من أجل التوحيد أصبحت مهيمنة.
كانت حركة الاتحاد ثمرة للوعي القومي بين القبارصة اليونانيين (حوالي 80٪  بين عامي 1882 و 1960)، إلى جانب نمو الحركة المناهضة للاستعمار في جميع أنحاء الإمبراطورية البريطانية بعد الحرب العالمية الثانية. في الواقع، تم ربط الحركة المناهضة للاستعمار في قبرص بحركة الاتحاد التي كانت في أذهان السكان اليونانيين في قبرص، النتيجة الطبيعية الوحيدة لتحرير القبارصة من الحكم العثماني والحكم البريطاني لاحقًا.  تم رفض سلسلة من المقترحات البريطانية للحكم الذاتي المحلي في ظل السيادة البريطانية المستمرة.

### أربعينيات وخمسينيات القرن العشرين
في الخمسينيات من القرن الماضي، أدى تأثير الكنيسة الأرثوذكسية اليونانية في قبرص على نظام التعليم إلى الترويج لأفكار القومية اليونانية وفكرة الإتحاد في المدارس القبرصية اليونانية. صورت الكتب المدرسية الأتراك على أنهم أعداء اليونانيين، وأدى الطلاب قسم الولاء للعلم اليوناني. وحاولت السلطات البريطانية مواجهة ذلك من خلال نشر دورية مشتركة بين الطوائف للطلاب ووقف عمل جمعية الكشافة القبرصية بسبب ميولها اليمينية القومية اليونانية.
في كانون الأول عام 1949، طلبت الكنيسة الأرثوذكسية القبرصية من الحكومة الاستعمارية البريطانية طرح سؤال حول فكرة الإتحاد للاستفتاء على أساس حق القبارصة في تقرير المصير. على الرغم من أن البريطانيين كانوا حليفًا لليونان خلال الحرب العالمية الثانية ودعموا الحكومة اليونانية خلال الحرب الأهلية اليونانية، إلا أن الحكومة الاستعمارية البريطانية رفضت ذلك ولم تسمح لهم.
في عام 1950، قاد رئيس أساقفة أثينا سبيريدون الدعوة إلى الاتحاد مع قبرص في اليونان. كانت الكنيسة مؤيدًا قويًا للإنوسيس ونظمت استفتاءً، استفتاء الإتحاد القبرصي، الذي عقد في 15 و 22 كانون الثاني 1950؛ فقط القبارصة اليونانيون هم من يحق لهم التصويت. تم وضع الكتب المفتوحة في الكنائس لمن هم فوق 18 عامًا للتوقيع ولإشارة ما إذا كانوا يدعمون أو يعارضون الإتحاد. كانت الغالبية مؤيدة 95.7 ٪.   في وقت لاحق، كانت هناك اتهامات بأن الكنيسة اليونانية الأرثوذكسية المحلية قد أخبرت أتباعها أن عدم التصويت لصالح الإتحاد سيعني الحرمان الكنسي من الكنيسة.
وبعد الاستفتاء، قام وفد من القبارصة اليونانيين بزيارة اليونان وبريطانيا والأمم المتحدة لعرض قضيتها، واحتج القبارصة الأتراك ومنظمات الطلاب والشباب في تركيا على الاستفتاء. في هذه الحالة، لم يتم إقناع بريطانيا ولا الأمم المتحدة بدعم الإتحاد.  في عام 1951، تم إصدار تقرير تحقيق الحكومة البريطانية للأراضي الصغيرة حول مستقبل الأراضي الأصغر للإمبراطورية البريطانية، بما في ذلك قبرص. وخلصت إلى أن قبرص يجب ألا تكون مستقلة أبدًا عن بريطانيا. تعزز هذا الرأي بسحب بريطانيا من قاعدتها في قناة السويس في عام 1954 ونقل مقرها في الشرق الأوسط إلى قبرص. في عام 1954، قدمت اليونان أول طلب رسمي لها إلى الأمم المتحدة لتنفيذ «مبدأ المساواة في الحقوق وتقرير المصير للشعوب»، في قضية الاتحاد مع السكان القبارصة. حتى عام 1958، قدمت الحكومة اليونانية أربعة طلبات أخرى إلى الأمم المتحدة دون جدوى.
في عام 1955، بدأت منظمة المقاومة المنظمة الوطنية للمقاتلين المعروفة باسم إيوكا، حملة ضد الحكم البريطاني لتحقيق الإتحاد مع اليونان. استمرت الحملة حتى عام 1959،  عندما جادل الكثيرون بأن الإتحاد كان غير ممكن سياسياً بسبب الأقلية القوية من القبارصة الأتراك وتأكيدهم المتزايد. وبدلاً من ذلك، تم الاتفاق في عام 1960 على إنشاء دولة مستقلة مع ترتيبات مفصلة لتقاسم السلطة بين المجتمعين، وولدت جمهورية قبرص الهشة.

### بعد الاستقلال
لم يتم التخلي عن فكرة الاتحاد مع اليونان بعد الإستقلال على الفور. فخلال حملة الانتخابات الرئاسية لعام 1968، قال الرئيس القبرصي مكاريوس الثالث إن الاتحاد مع اليونان«مرغوب فيه» لكن الاستقلال كان «ممكنًا». 

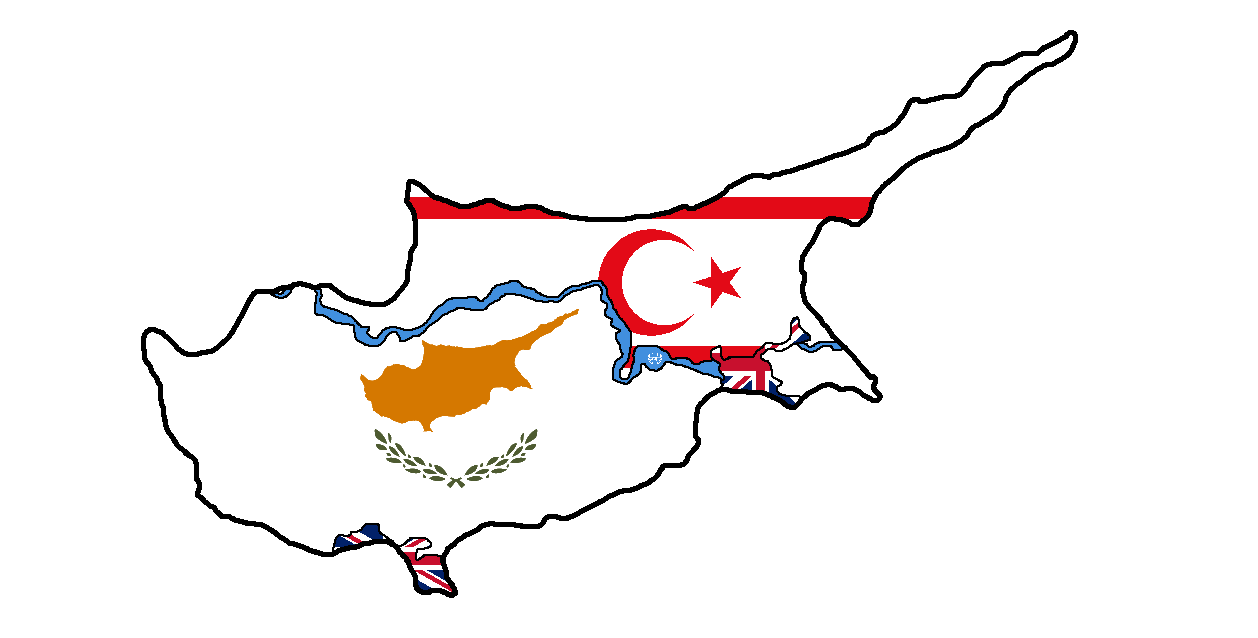
تقسيم جزيرة قبرص

في أوائل السبعينيات، ظلت فكرة الإتحاد مع اليونان جذابة للعديد من القبارصة اليونانيين، وأدان الطلاب القبارصة اليونانيون دعم مكاريوس لدولة موحدة مستقلة. في عام 1971، تم تشكيل المجموعة شبه العسكرية المتطرفة منظمة إيوكا-ب، وأعلن مكاريوس معارضته لاستخدام العنف لتحقيق الإتحاد. بدأت منظمة إيوكا-ب سلسلة من الهجمات ضد حكومة مكاريوس، وفي عام 1974، نظم الحرس الوطني القبرصي انقلابًا عسكريًا ضد مكاريوس بدعم من الحكومة اليونانية تحت سيطرة المجلس العسكري اليوناني 1967-1974. دعا رؤوف دنكتاش زعيم القبارصة الأتراك، إلى التدخل العسكري من قبل المملكة المتحدة وتركيا لمنع الإتحاد. تصرفت تركيا من جانب واحد بعد تجاهل المجتمع الدولي لنداءات القبارصة الأتراك، وبدأ الغزو التركي لقبرص. احتلت تركيا منذ ذلك الحين شمال قبرص.
تسببت أحداث عام 1974 في التقسيم الجغرافي لقبرص وعمليات نقل جماعي للسكان. الأحداث اللاحقة قوضت بشكل خطير حركة الإتحاد. وأدى رحيل القبارصة الأتراك من المناطق التي ظلت تحت السيطرة الفعلية لقبرص إلى قيام مجتمع قبرصي يوناني متجانس في الثلثين الجنوبيين من الجزيرة. يتم التواجد في الثلث المتبقي من الجزيرة بشكل متزايد من قبل المستوطنين الأتراك لحماية الهوية التركية التاريخية لقبرص والتأكد على دعم الأشقاء القبارصة الأتراك.
أقر البرلمان القبرصي في العام 2017 قانونًا للسماح بالاحتفال باستفتاء عام 1950 القبرصي في المدارس الحكومية القبرصية اليونانية.

## شمال ايبيروس
تميز تاريخ إبيروس الشمالي في الفترة 1913-1921 برغبة العنصر اليوناني المحلي في الاتحاد مع مملكة اليونان، فضلاً عن الرغبة التعويضية للسياسة اليونانية لضم هذه المنطقة، والتي مُنحت في النهاية للألبان.
خلال حرب البلقان الأولى، كانت إبيروس الشمالية، التي استضافت أقلية كبيرة من المتحدثين الأرثوذكس الذين تحدثوا إما اليونانية أو الألبانية، تحت سيطرة الجيش اليوناني الذي سبق أن صد القوات العثمانية. أرادت اليونان ضم هذه الأراضي، ومع ذلك، عارضت إيطاليا والنمسا والمجر هذا التوجه، في حين منحت معاهدة فلورنسا لعام 1913 إبيروس الشمالية لإمارة ألبانيا المشكلة حديثًا، والتي كان غالبية سكانها من المسلمين. وهكذا، انسحب الجيش اليوناني من المنطقة لكن مسيحيي إبيروس، الرافضين للوضع الدولي، قرروا بدعم سري من الدولة اليونانية، إنشاء نظام حكم ذاتي، مقره أرغيروكاسترو (ألباني: جيروكاستر).
نظرًا لعدم الاستقرار السياسي في ألبانيا، صادقت القوى العظمى أخيرًا على استقلالية إبيروس الشمالية بتوقيع بروتوكول كورفو في 17 أيار 1914. لقد اعترفت الاتفاقية بالوضع الخاص لسكان إيبيروس وحقهم في تقرير المصير وذلك تحت السلطة القانونية لألبانيا. بالرغم من الإتفاقية فإنها لم تتحقق أبدًا، حيث انهارت الحكومة الألبانية في آب، وعاد الأمير ويليام أوف فيد، الذي تم تعيينه زعيمًا للبلاد في شباط، إلى ألمانيا.
بعد فترة وجيزة من اندلاع الحرب العالمية الأولى، في تشرين الأول 1914، استعادت مملكة اليونان السيطرة على المنطقة. ومع ذلك، فإن الموقف الغامض للقوى المركزية بشأن القضايا اليونانية خلال الحرب العظمى، أدى بفرنسا وإيطاليا إلى احتلال إبيروس المشترك في أيلول عام 1916. في نهاية الحرب العالمية الأولى، توقعت اتفاقية تيتوني مع فينيزيلوس ضم المنطقة إلى اليونان. في النهاية، عمل تدخل اليونان العسكري ضد مصطفى كمال اتاتورك في تركيا لصالح ألبانيا، التي ضمت المنطقة بشكل دائم في 9 تشرين الثاني 1920.

## سميرنا (إزمير)

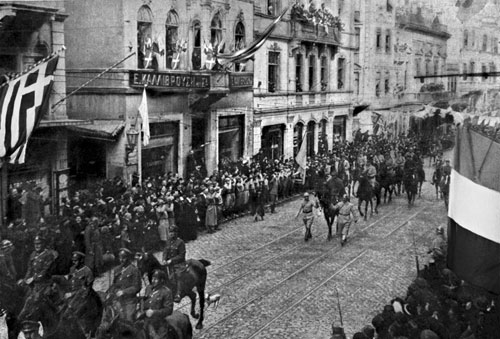
قوات الحلفاء تسير أثناء احتلال القسطنطينية

تقسيم الدولة العثمانية وفق معاهدة سيفر

في نهاية الحرب العالمية الأولى (1914-1918)، تركز اهتمام دول الحلفاء (قوى الوفاق) على تقسيم أراضي الإمبراطورية العثمانية. كجزء من معاهدة لندن (1915)، التي تركت إيطاليا بموجبها التحالف الثلاثي (مع ألمانيا والنمسا والمجر) وانضمت إلى فرنسا وبريطانيا العظمى وروسيا في الوفاق الثلاثي، وكان في حال تم تقسيم وتقاسم أراضي الدولة العثمانية فقد وُعدت إيطاليا بالدوديكانيز، ومن المفترض أن الأراضي في الأناضول بما في ذلك أنطاليا والمحافظات المحيطة بها تشمل سميرنا. لكن في وقت لاحق من عام 1915، كإغراء لدخول الحرب، وعد وزير الخارجية البريطاني إدوارد جراي في نقاش خاص مع رئيس الوزراء اليوناني إلفثيريوس فينيزيلوس في ذلك الوقت، بأجزاء كبيرة من ساحل الأناضول لليونان، بما في ذلك سميرنا أو كما تعرف حاليا إزمير. استقال فينيزيلوس من منصبه بعد فترة وجيزة من هذا الاتصال، ولكن عندما عاد رسميًا إلى السلطة في حزيران 1917، دخلت اليونان الحرب إلى جانب دول الحلفاء.
في 30 تشرين الثاني 1918، تم توقيع هدنة مودروس بين قوى الحلفاء والإمبراطورية العثمانية، منهية الجبهة العثمانية للحرب العالمية الأولى. بدأت بريطانيا العظمى واليونان وإيطاليا وفرنسا والولايات المتحدة في مناقشة ماهية أحكام المعاهدة المتعلقة بتقسيم الأراضي العثمانية، وهي المفاوضات التي أدت إلى معاهدة سيفر. بدأت هذه المفاوضات في شباط 1919 وكان لكل دولة تفضيلات تفاوضية مميزة حول سميرنا.
اتخذ الفرنسيون، الذين كان لديهم استثمارات كبيرة في المنطقة، موقفًا من أجل السلامة الإقليمية لدولة تركية تشمل منطقة سميرنا. كان البريطانيون على خلاف حول القضية مع مكتب الحرب ومكتب الهند لتعزيز فكرة وحدة الأراضي، وعارض رئيس الوزراء ديفيد لويد جورج ووزارة الخارجية، برئاسة اللورد كرزون، هذا الاقتراح وأرادوا أن تكون سميرنا تحت إدارة منفصلة. كان الموقف الإيطالي هو أن سميرنا كانت بحق ملكهم ولذا فإن الدبلوماسيين يرفضون الإدلاء بأي تعليقات عند مناقشة السيطرة اليونانية على المنطقة. بدأت الحكومة اليونانية، التي تسعى إلى دعم فينيزيلوس لفكرة ميغالي (لجلب المناطق ذات الأغلبية اليونانية أو التي لها روابط تاريخية أو دينية باليونان تحت سيطرة الدولة اليونانية) وبدعم من لويد جورج، جهودًا دعائية كبيرة للترويج لها. المطالبة بسميرنا بما في ذلك إنشاء بعثة تحت إشراف وزير الخارجية في المدينة.
علاوة على ذلك، فإن المطالبة اليونانية بمنطقة سميرنا (التي يبدو أنها تتمتع بأغلبية يونانية، على الرغم من أن النسب المئوية الدقيقة تختلف اعتمادًا على المصدر) كانت مدعومة بنقاط وودرو ويلسون الأربع عشرة التي أكدت على الحق في التنمية المستقلة للأقليات في الأناضول. في المفاوضات، على الرغم من الاعتراضات الفرنسية والإيطالية، بحلول منتصف شباط 1919، حول لويد جورج المناقشة إلى كيفية عمل الإدارة اليونانية وليس ما إذا كانت الإدارة اليونانية ستحدث. ولتعزيز هذا الهدف، أحضر مجموعة من الخبراء، بما في ذلك أرنولد ج. توينبي، لمناقشة كيفية عمل منطقة سميرنا وما هي آثارها على السكان.
في نيسان عام 1919، تدخل الإيطاليون واستولوا على أنطاليا وبدأوا في إظهار علامات تحرك القوات نحو سميرنا. خلال المفاوضات في نفس الوقت تقريبًا، انسحب الوفد الإيطالي عندما أصبح من الواضح أن فيوم (رييكا) لن يتم منحها لهم كنتيجة لمفاوضات السلام. رأى لويد جورج فرصة لكسر الجمود بشأن سميرنا مع غياب الوفد الإيطالي، ووفقًا لجنسن، «أعد تقريرًا ادعى فيه أن انتفاضة مسلحة للمقاتلين الأتراك في منطقة سميرنا كانت تهدد المجموعات اليونانية والمسيحية الأخرى.» من أجل حماية المسيحيين المحليين المزعوم تهديدهم وكذلك للحد من العمل الإيطالي المتزايد في الأناضول بشكل خاص، أيد رئيس الوزراء الفرنسي جورج كليمنصو والرئيس الأمريكي وودرو ويلسون الاحتلال العسكري اليوناني لسميرنا تحت غطاء وحجج سياسية. على الرغم من احتلال سميرنا من قبل القوات اليونانية، بتفويض من الحلفاء، إلا أن الحلفاء لم يوافقوا على أن اليونان ستأخذ السيادة على المنطقة حتى يتم تسوية هذه القضية في مفاوضات أخرى. وافق الوفد الإيطالي على هذه النتيجة وتم السماح بالاحتلال اليوناني لمدينة سميرنا (إزمير التركية حاليا).

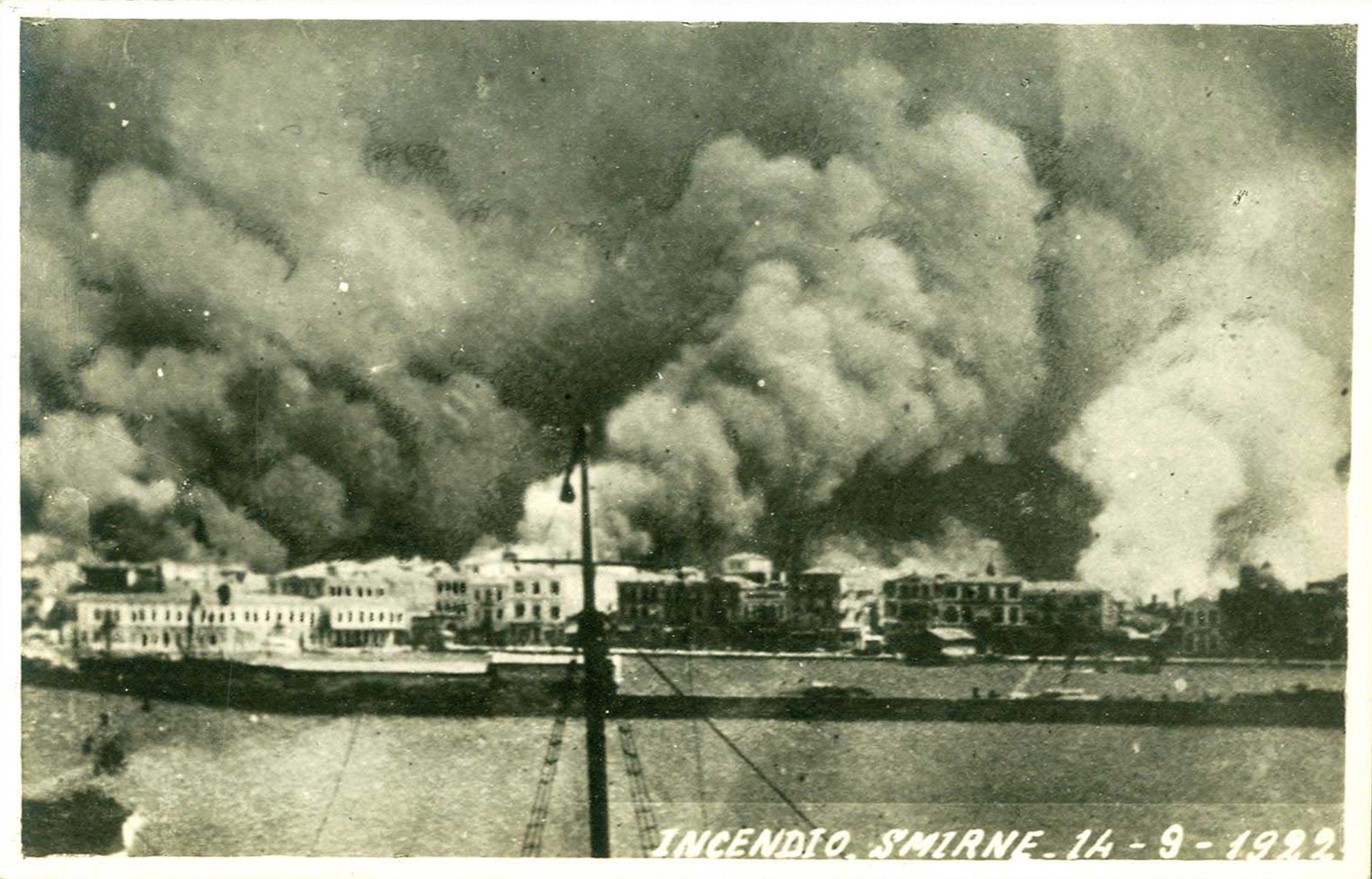
صورة حريق سميرنا العظيم (1922)

أخلت القوات اليونانية سميرنا في 9 أيلول عام 1922 ودخلت قوة صغيرة من البريطانيين إلى المدينة بزعم منع النهب والعنف. في اليوم التالي، وبعد معارك سريعة دخل مصطفى كمال اتاتورك، بقيادة عدد من القوات التركية إلى المدينة واستقبلته الحشود التركية المتحمسة إعلانا باستقلال الأنضول وتحرير تركيا بما يعرف بحرب الإستقلال. وقعت احداث عنف موجهة نحو اليونانيين والأرمن لدعمهم تسليم سميرنا لليونان ومساعدتهم للجيش اليوناني في إحتلال سميرنا حيث اعتبرت خيانة للأتراك ولتاريخ تواجدهم في الدولة العثمانية كمواطنين. تم إعدام الأسقف الأرثوذكسي كريسوستوموس من قبل حشد من المواطنين الأتراك لدوره المعلن في دعم احتلال سميرنا. بعد أيام قليلة من تلك الأحداث، دمر حريق الأحياء اليونانية والأرمينية في المدينة، في حين بقي الحي التركي واليهودي غير متضررين. يتم إلقاء اللوم في نشوب الحرائق على جميع المجموعات العرقية القاطنة في سميرنا بسبب تداخل الأحداث في تلك الفترة ولا يزال سبب تلك الحرائق غير مؤكد. على الجانب التركي - ولكن ليس بين اليونانيين - تُعرف الأحداث باسم «تحرير إزمير».
أنهى إخلاء سميرنا من قبل القوات اليونانية معظم القتال واسع النطاق في الحرب اليونانية التركية التي انتهت رسميًا بهدنة ومعاهدة نهائية في 24 تموز عام 1923 مع معاهدة لوزان. تم إدراج الكثير من السكان اليونانيين في التبادل السكاني لعام 1923 بين اليونان وتركيا مما أدى إلى الهجرة إلى اليونان وأماكن أخرى.